# مولی کریمر
مولی کریمر (انگلیسی: Molly Creamer؛ زادهٔ ۲۵ سپتامبر ۱۹۸۱) بازیکن بسکتبال اهل ایالات متحده آمریکا است.